# 通儒院
通儒院，1902年由張之洞所設計，不設課程，學制五年畢業，猶如今日大學內的研究所，最早設在京師大學堂內。大學畢業生打算考入通儒院，“當具呈所欲考究之學藝”。一般的7歲兒童從小學，到通儒院畢業，至少需24年。